# کلویی آگنی
کلویی آگنی (متولد ۱۹۸۹)  خواننده و ترانه سرای موسیقی سلتیک ایرلندی است. او از سن ۱۴ سالگی به عضویت گروه سلتیک ومن درآمد و شهرت بسیاری را کسب کرد. آگنی در ۱۴ آلبوم از این گروه حضور داشت و در سال ۲۰۱۲ به‌عنوان خواننده سال جایزه موسیقی ایرلند انتخاب شد.